# Hsu Jen-hao
Hsu Jen-hao (chinesisch 許仁豪, Pinyin Xŭ Rénháo, * 26. Oktober 1991 in Taipeh) ist ein taiwanischer Badmintonspieler.

## Karriere
Hsu Jen-hao gewann 2009 Bronze bei der Juniorenweltmeisterschaft. 2011 siegte er bei den Austrian International, Slovenian International und den St. Petersburg White Nights. In der Saison 2011/2012 stand er im Kader des TV Refrath für die 1. Bundesliga, wurde jedoch nicht eingesetzt.

## Sportliche Erfolge
| Saison | Veranstaltung               | Disziplin    | Platz | Name        |
| ------ | --------------------------- | ------------ | ----- | ----------- |
| 2009   | Juniorenweltmeisterschaft   | Herreneinzel | 3     | Hsu Jen-hao |
| 2011   | Austrian International      | Herreneinzel | 1     | Hsu Jen-hao |
| 2011   | Slovenian International     | Herreneinzel | 1     | Hsu Jen-hao |
| 2011   | St. Petersburg White Nights | Herreneinzel | 1     | Hsu Jen-hao |
| 2012   | Polish International        | Herreneinzel | 1     | Hsu Jen-hao |